# Emil Janka
Emil Janka (* 17. Januar 1894 in Brüx; † 19. Januar 1952 in Rosenheim) war ein deutscher Jurist und Politiker (NSDAP).

## Leben
Als Sohn eines Zuckerfabrikdirektors geboren, studierte Janka nach dem Besuch der Volksschule und des Gymnasiums in Kaaden Rechts- und Staatswissenschaften in Prag. Während seines Studiums wurde er 1913 Mitglied der Burschenschaft Ghibellinia Prag. Am Ersten Weltkrieg nahm er ab 1914 als Kriegsfreiwilliger teil, zuletzt 1918 an der Ostfront als Oberleutnant der Infanterie. Verwundet aus dem Krieg zurückgekehrt, setzte er sein Studium fort und wurde nach seinem Examen 1920 im Jahr 1921 zum Dr. iur. promoviert. 1922 ging er in den Gemeindeverwaltungsdienst nach Kaaden und Gablonz. 1927 wurde er Stadtsekretär in Kaaden, 1933 definitiver Beamter. Nach dem Münchener Abkommen beantragte er am 2. Januar 1939 die Aufnahme in die NSDAP und wurde rückwirkend zum 1. November 1938 aufgenommen (Mitgliedsnummer 6.692.565). Am Zweiten Weltkrieg nahm er ab 1939 teil, zuletzt 1941 als Hauptmann. Von 1941 bis 1945 war er Bürgermeister von Eger. 1945 übergab er die Stadt kampflos an die Amerikaner und konnte so die Zerstörung der Stadt verhindern. Er geriet in 14-monatige Gefangenschaft. Auf Grund der Beneš-Dekrete musste er die Tschechoslowakei verlassen und gründete 1948 in Bayern die Egerer Zeitung sowie die Egerer Heimatkartei, deren Herausgeber und Schriftleiter er wurde. Er war innerhalb der Sudetendeutschen Landsmannschaft Mitglied der Arbeitsgemeinschaft zur Wahrung sudetendeutscher Interessen. Er war Mitgründer des Bundes Egerländer Gemeinden und Vorsitzender des Egerer Landtags.

## Ehrungen
- Erster Weltkrieg
  - Silberne Tapferkeitsmedaille, 2. Klasse
  - Signum laudis

## Veröffentlichungen
- Ein Blick zurück. Kaaden 1936.
- Kaaden als Garnisonsstadt. Kaaden 1936.
- Kaadner Begräbnisstätten seit alter Zeit. Kaaden 1937.